# Thiofosforečnany
Thiofosforečnany jsou chemické sloučeniny obsahující thiofosforečnanový anion, PS4-xO 3−
x  (x = 0, 1, 2, nebo 3) a obdobné sloučeniny  organickými skupinami navázanými na atomy O nebo S. Atomy fosforu jsou v těchto sloučeninách tetraedrické.

## Organické
Organothiofosfáty jsou skupina organických sloučenin fosforu strukturou podobných anorganickým thiofosfátům. Mohou odpovídat vzorci (RO)3−x(RS)xPS, případně mít skupiny RO nahrazeny RS. Některé se používají jako insekticidy, jiné mají lékařská využití.

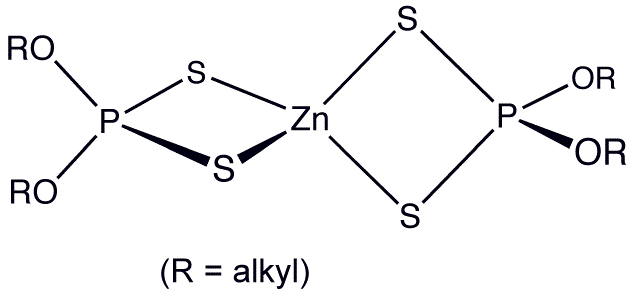
Obecný vzorec zinečnatých dialkyldithiofosforečnanů, používaných jako protioděrové přísady v mazivech.
Amifostin, používaný na léčbu nádorů
Chlorpyrifos, používaný jako insekticid
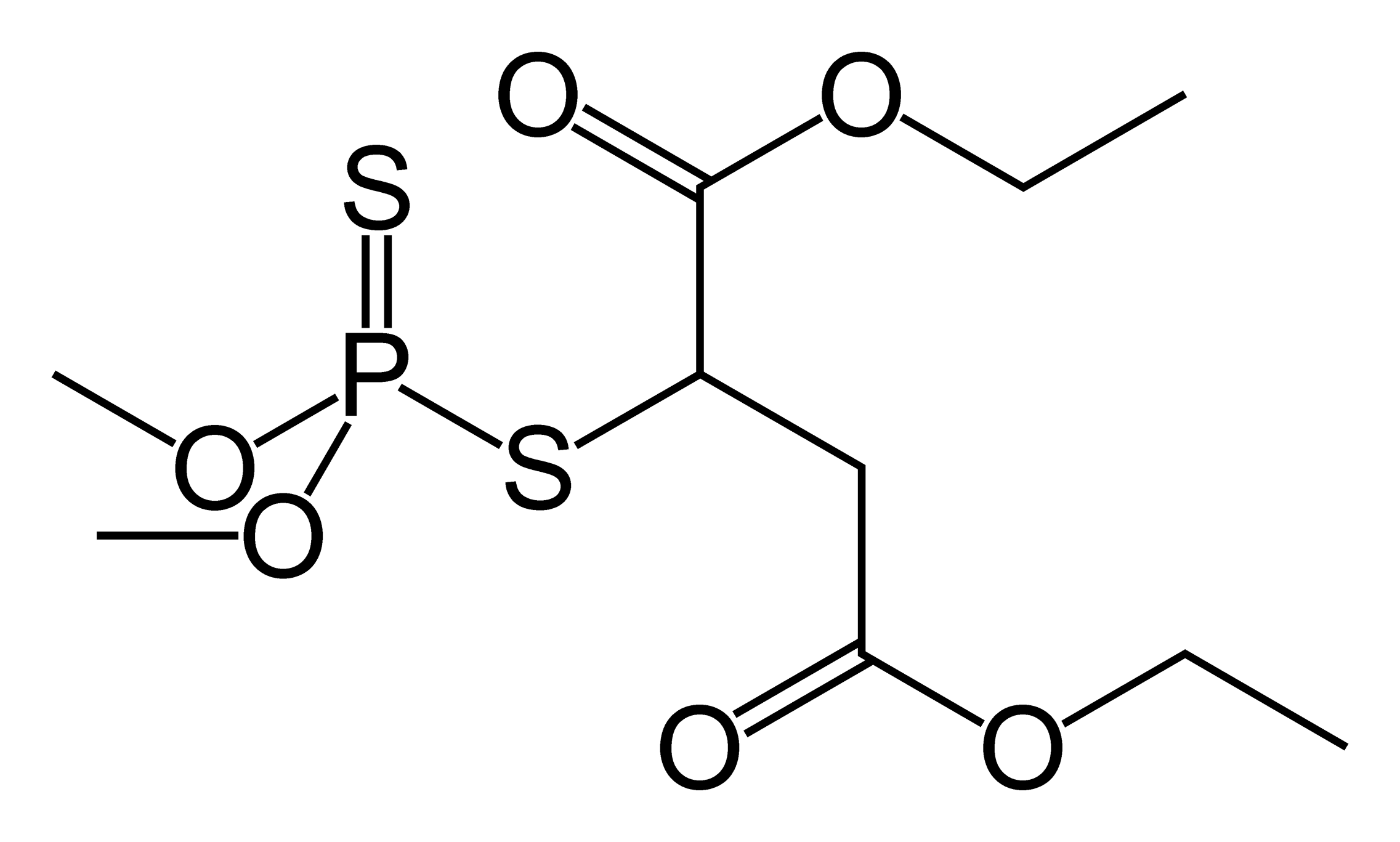
Malathion, další insekticid.

## Anorganické

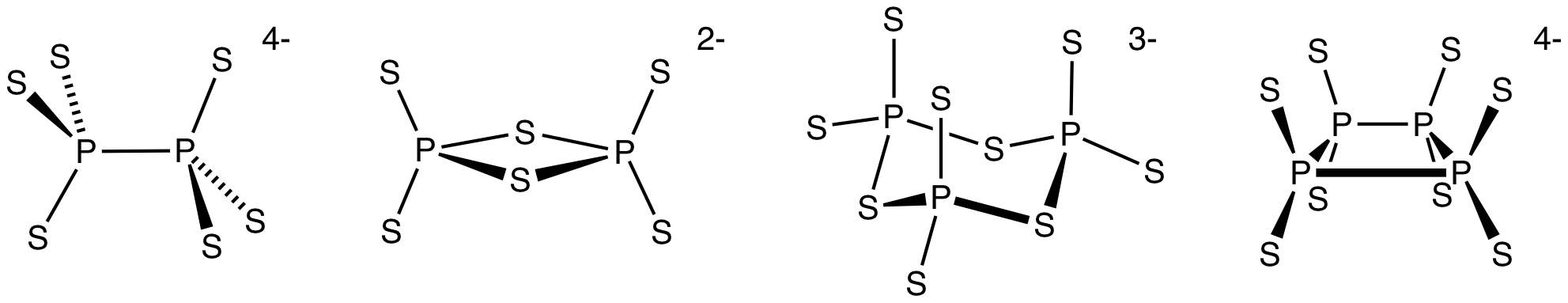
Struktura některých thiofosforečnanů

Nejjednodušší thiofosforečnany mají vzorec [PS4−xOx]3−. Tyto trianionty se objevují pouze v silně zásaditých roztocích, jinak vytvářejí protonované ionty [HnPS4−xOx](3−n)− (x = 0, 1, 2, nebo 3, n = 1, 2, nebo 3).

### Monothiofosforečnany

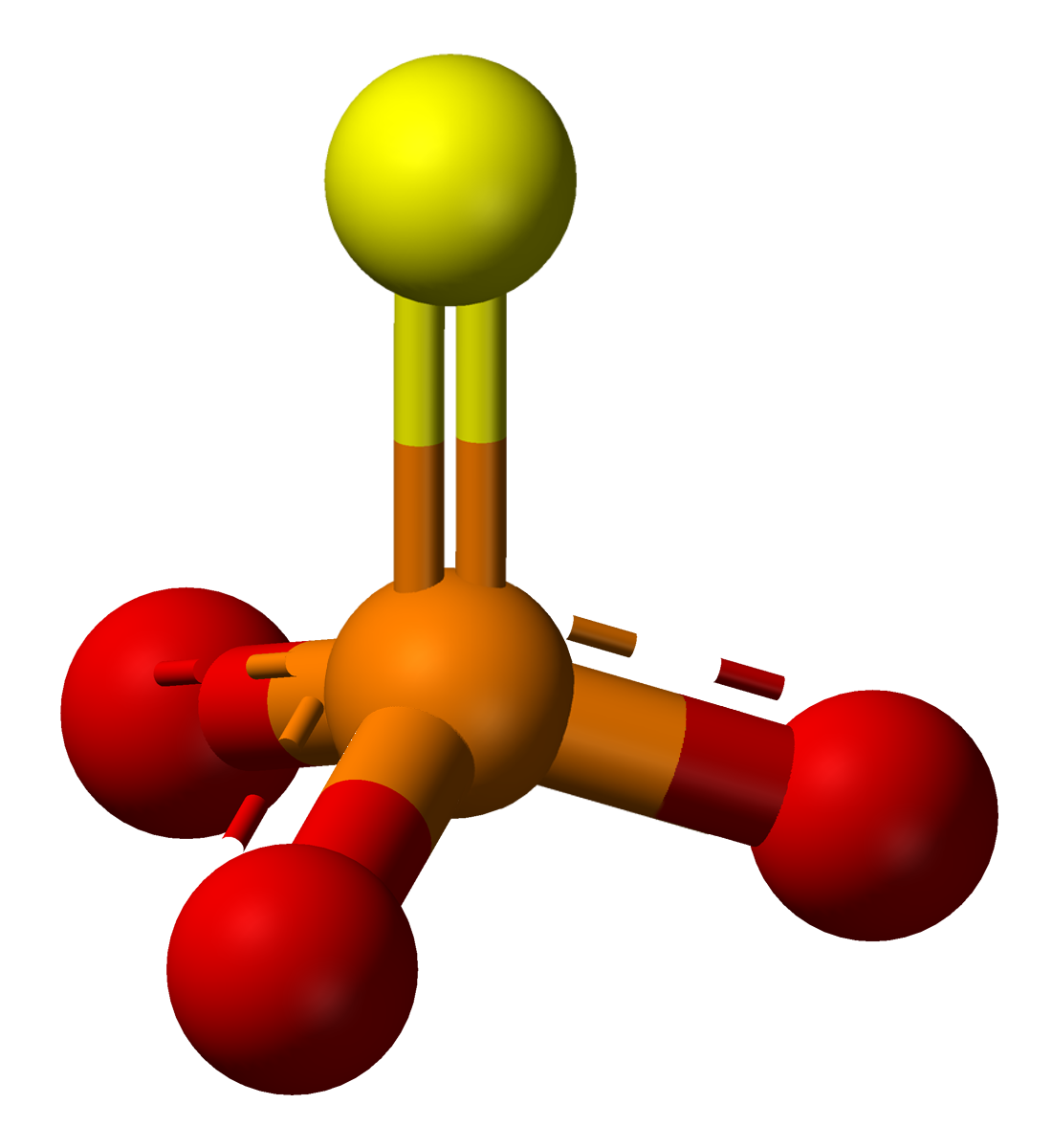
Model monothiofosforečnanového trianiontu

Monothiofosforečnanový anion má vzorec [PO3S]3−, a vyznačuje se C3v symetrií; jeho solí je například thiofosforečnan sodný (Na3PO3S). Monothiofosforečnany se zkoumají v biochemii jako analogy fosforečnanů. Monothiofosfátové estery jsou biochemickými činidly, používanými ve výzkumu transkripce.. Někdy se označení monothiofosfáty používá pro estery jako je (CH3O)2POS−.

### Dithiofosforečnany
Dithioforsforečnanový anion má vzorec [PO2S2]3− a symetrii typu C2v. K jeho solím patří dithiofosforečnan sodný, bezbarvá pevná látka, která je hlavním produktem reakce sulfidu fosforečného s hydroxidem sodným:
P2S5 + 6 NaOH → 2 Na3PO2S2 + H2S + 2 H2O
Kyselina dithiofosforečná se připravuje z dithiofosforečnanu barnatého a kyseliny sírové:
Ba3(PO2S2)2 + 3 H2SO4 → 3 BaSO4 + 2 H3PO2S2
Na3PO2S2 a H3PO2S2 jsou náchylné k hydrolýze na odpovídající monothiosloučeniny.

### Tri- a tetrathiofosforečnany
Trithiofosforečnanový anion má vzorec [POS3]3− a je C3v-symetrický. Tetrathiofosforečnanový anion [PS4]3− se vyznačuje symetrií Td.

### PxSy: binární thiofosforečnany a thiopolyfosforečnany

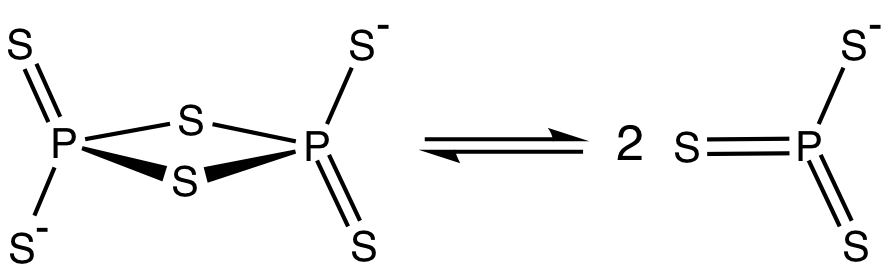
Rovnováha dimerizace u PS.

Jsou známy i tri- a tetrathiofosforečnany; využití mají například jako rychlé iontové vodiče. Binární thiofosfáty nejsou tak rozmanitou skupinou jako příslušné oxoanionty, ale mají podobné struktury, například fosfor je 4-koordinovaný vytvářejí se spojení, P−S−P, a molekuly obsahují vazby mezi atomy fosforu. Liší se tím, že ionty mohou obsahovat polysulfidové řetězce, kde se nachází 2 či více atomů síry za sebou, zatímco u aniontů P−O je pouze jedna reaktivní −O−O− (peroxo) jednotka.
- PS3− je analogem dusičnanového iontu, NO −
3  (neexistuje analog PO −
3 ); poprvé byl izolován jako žlutá tetrafenylarsoniová sůl[7]
- PS 3−
4  je sirným analogem PO 3−
4 , a je rovněž tetraedrický
- P2S 4−
7  obsahuje dva čtyřstěny tvořené PS4, se společným vrcholem, podobně jako difosforečnany.[8]
- P2S 4−
10  je ion, který lze zobrazit jako dva PS4 čtyřstěny spojené disulfidovou vazbou, nebo jako thiodifosforečnan, kde je můstková skupina −S− nahrazena −S4−.[9]

- P2S 2−
6  má strukturu tvořenou dvojicí čtyřstěnů se společným vrcholem, podobnou izoelektronickému dimeru chloridu hlinitého (Al2Cl6). Kyslíkatý analog, P2O 2−
6 , není znám.[8]
- P2S 2−
8  a P2S 2−
10  se podobají P2S 2−
6 , pouze můstkové skupiny −S− jsou nahrazeny −S−S− u P2S 2−
8  a −S−S−S− u P2S 2−
10 .[10]
- P2S 4−
6  vytváří soli rozpustné ve vodě.[11] Anion má strukturu podobnou ethanu a obsahuje vazbu P−P; oxidační číslo fosforu je +4. Kyslíkatým analogem je difosforičitan, P2O 4−
6 .
- P3S 3−
9  obsahuje šestičlenný kruh P3S3. Reakcí P4S10 v kapalném amoniaku vzniká jeho amonná sůl.[12]
- V P4S 4−
8  se nachází kruh P4,[7] v P5S 5−
10  se nachází kruh P5 a v P6S 6−
12  je uzavřený řetězec P6.[10] Fosfor v těchto cyklických aniontech má oxidační číslo +3. Nejsou trigonální, jako odpovídající arsenitany, ale tetraedrické, s dvojicí vazeb na další atom fosforu a dvěma vazbami na síru.[13]